# Margo Geer

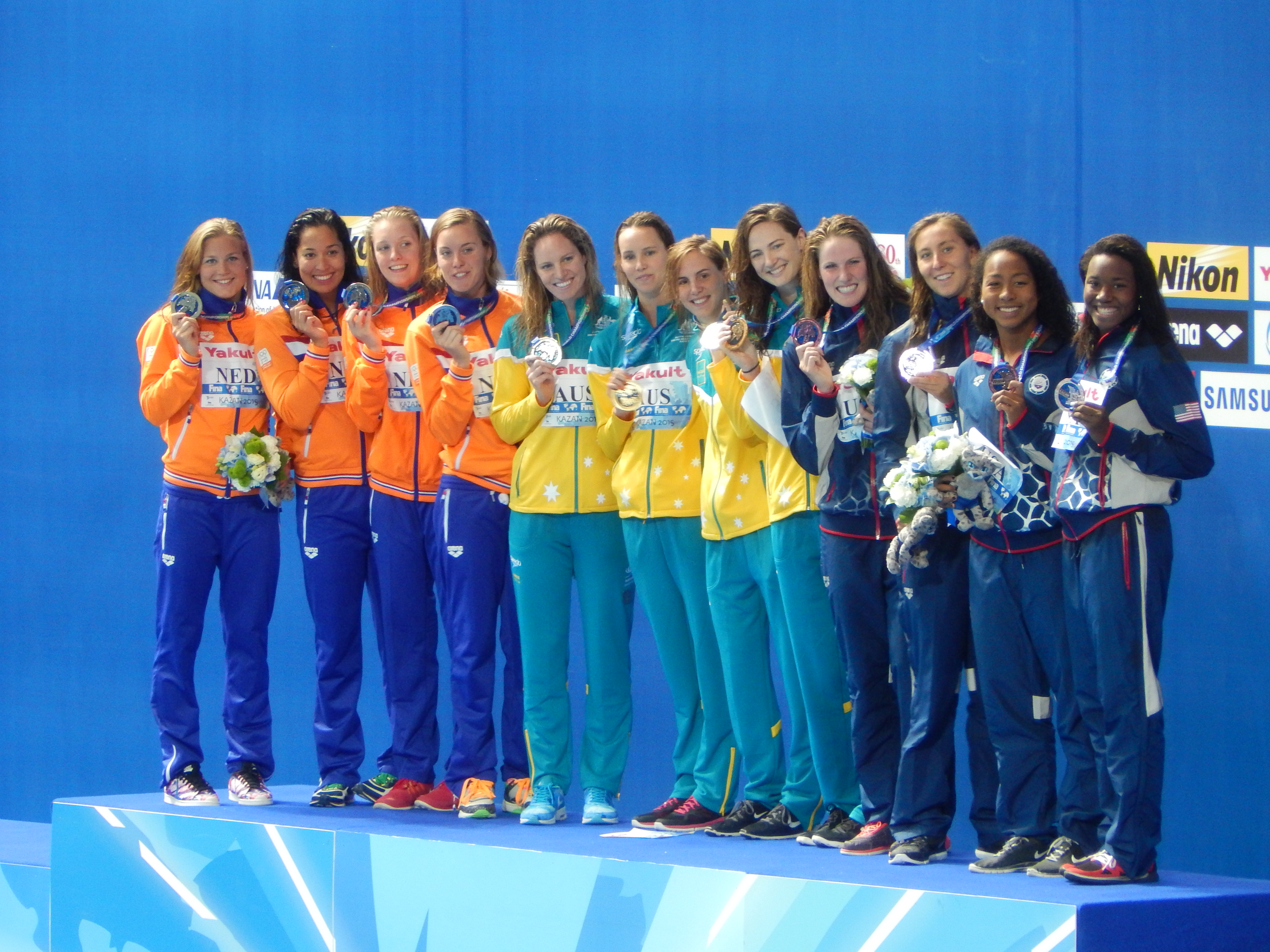
Siegerehrung in der 4-mal-100-Meter-Freistilstaffel bei den Weltmeisterschaften 2015. Margo Geer ist die Dritte von rechts.

Margo Geer (* 17. März 1992 in Milford Center, Ohio) ist eine ehemalige Schwimmerin aus den Vereinigten Staaten. Sie erhielt bei Weltmeisterschaften einmal Gold, zweimal Silber und einmal Bronze. Bei Panamerikanischen Spielen erschwamm sie vier Goldmedaillen und eine Silbermedaille.

## Sportliche Karriere
Margo Geer begann in Springfield beim YMCA mit dem Schwimmsport. Sie besuchte die Fairbanks High School. Von 2010 bis 2014 studierte sie an der University of Arizona und schwamm für das Sportteam der Universität. 2013 und 2014 wurde sie Meisterin der NCAA über 100 Yards Freistil.
Bei den Weltmeisterschaften 2015 in Kasan erreichte die 4-mal-100-Meter-Freistilstaffel mit Shannon Vreeland, Abbey Weitzeil, Margo Geer und Lia Neal die schnellste Vorlaufzeit. Im Finale siegten die Australierinnen vor den Niederländerinnen. Missy Franklin, Margo Geer, Lia Neal und Simone Manuel hatten fast eine Sekunde Rückstand auf die Silbermedaille und erhielten Bronze. In der 4-mal-100-Meter-Mixed-Lagenstaffel schwammen im Vorlauf Ryan Murphy, Kevin Cordes, Kendyl Stewart und Lia Neal die schnellste Vorlaufzeit. Im Finale siegte das britische Quartett vor Ryan Murphy, Kevin Cordes, Katie McLaughlin und Margo Geer. Stewart und Neal erhielten für ihren Vorlaufeinsatz ebenfalls eine Silbermedaille. In der 4-mal-100-Meter-Mixed-Freistilstaffel waren Conor Dwyer, Ryan Lochte, Margo Geer und Abbey Weitzeil die Vorlaufschnellsten. Im Endlauf siegten Ryan Lochte, Nathan Adrian, Simone Manuel und Missy Franklin mit 0,05 Sekunden Vorsprung vor der niederländischen Staffel. Auch Dwyer, Geer und Weitzeil erhielten eine Goldmedaille.
Geer war erst drei Jahre später wieder bei einer internationalen Meisterschaft dabei. Bei den Pan Pacific Swimming Championships 2018 in Tokio wurde die 4-mal-100-Meter-Freistilstaffel mit Mallory Comerford, Margo Geer, Kelsi Dahlia und Simone Manuel Zweite hinter den Australierinnen.
Im Juli 2019 bei den Weltmeisterschaften in Gwangju schwamm die 4-mal-100-Meter-Freistilstaffel mit Lia Neal, Margo Geer, Abbey Weitzeil und Allison Schmitt die viertschnellste Vorlaufzeit. Im Finale gewannen die Australierinnen vor Mallory Comerford, Abbey Weitzeil, Kelsi Dahlia und Simone Manuel. Kurz darauf siegten Lia Neal und Margo Geer zusammen mit Claire Rasmus und Kendyl Stewart in der 4-mal-100-Meter-Freistilstaffel bei den Panamerikanischen Spielen in Lima. Über 100 Meter Freistil gewann Margo Geer Einzelgold. Über 50 Meter Freistil wurde sie Zweite hinter der Brasilianerin Etiene Medeiros. Schließlich gewann die 4-mal-100-Meter-Lagenstaffel den Titel in der Aufstellung Phoebe Bacon, Annie Lazor, Kendyl Stewart und Margo Geer. Eine vierte Goldmedaille gewann Geer mit der 4-mal-100-Meter-Mixed-Freistilstaffel zusammen mit Michael Chadwick, Nathan Adrian und Claire Rasmus.
Nach Beendigung ihrer aktiven Laufbahn wurde Margo Geer 2021 Trainerin an der University of Alabama.